# 滨湖厄特维尔
滨湖厄特维尔（德語：Oetwil am See）是瑞士联邦苏黎世州迈伦区的市镇。该市镇面积为6.11平方千米，海拔高度538米，2018年12月31日人口数为4,815。

## 外部連結
- 滨湖厄特维尔官方网站 （页面存档备份，存于） （德文）